# 馮国璋
馮 国璋（ふう こくしょう、ひょうこくしょう）は、清末民初の軍人・政治家。袁世凱の部下であり後に北洋政府の代理大総統に就任する。字は華甫。

## 人物・生涯
北洋武備学堂を卒業して歩兵学堂の監督官になった。1903年に錬兵所ができると軍学司の正使に任じられる。辛亥革命が起こると、北洋軍第1軍を率いて武昌蜂起の鎮圧に向かった。10月27日に漢口への攻撃を開始し、市街地を焼き討ちにしてあぶりだす戦術で11月1日に漢口を陥落、27日には漢陽も陥落させ、そのまま破竹の勢いで武昌に迫ろうとしていた。しかし、革命派と手打ちにしようとしていた袁世凱の命で急遽段祺瑞と交代させられ、第2軍総統官兼禁衛軍司令官に転属した。
1913年に袁世凱に対する反乱が南方で起こると、軍を進めて南京に進攻して鎮圧している。
1916年に袁世凱が亡くなると、馮国璋は中華民国の副総統に選ばれる。翌年、袁世凱の後を継いで大総統になっていた黎元洪と国務総理の段祺瑞の政争（府院の争い）が起こり、7月の張勲復辟で黎元洪は大総統から引きずり下ろされると、馮国璋が代理総統に選ばれる。
ここに至って北洋軍閥は直隷派（馮国璋）・安徽派（段祺瑞）・奉天派（張作霖）に分かれて政争を繰り広げる。馮国璋は直隷派の首魁として湖北督軍王占元や江西督軍李純と組んで、北洋政府の中心となっていた安徽派の段祺瑞に対抗した。1917年9月、孫文が広東軍政府を組織して事実上中華民国が分裂状態になると、南征による武力統一を主張する段祺瑞に対抗して和平統一を主張した。だが奉天派と連合した段祺瑞は南征を強行、加えて新国会での安徽派の多数派工作によって1918年に馮国璋政権は瓦解する。
1919年12月28日、北京で病死。

### 親族
中国において著名な子孫としては、息子（第三子）で天津の発展に寄与したとされる馮家遇（ふう かぐう）、曽孫で相声（日本の漫才や落語に相当する）の芸人（第八代相声演員）の馮鞏（ふう きょう）がいる。